# Miss Universo 2013
Miss Universo 2013 foi a 62.ª edição do concurso Miss Universo, realizada em 9 de novembro de 2013 no Crocus City Hall, em Krasnogorsk, Oblast de Moscou, na Rússia. No final do evento, a Miss Universo 2012, Olivia Culpo, dos Estados Unidos, coroou a venezuelana Gabriela Isler como sua sucessora. Pela primeira vez, o concurso foi realizado no Leste Europeu e em uma ex-república soviética. Esta também foi a terceira edição realizada na Europa; a última tinha sido em Nicósia, no Chipre, em 2000.

## Cidade-sede

Crocus City Hall, sede do Miss Universo 2013

Poucos dias após o Miss Universo 2012, que até  2016,foi a edição mais tardia da história, a Miss Universe Organization imediatamente começou a procurar uma sede para o concurso de 2013.
Cumprindo suas funções como Miss Universo 2012, Olivia Culpo foi convidada para ser jurada do Miss Rússia 2013 em março. Essa participação despertou o interesse do empresário russo-azeri Aras Ağalarov, dono do complexo Crocus City, no extremo norte de Moscou. Após o concurso, o cantor Emin Ağalarov, filho do empresário, convidou Culpo para participar no seu clipe mais recente, dando pistas sobre uma suposta sede do concurso até então. Em junho de 2013, Culpo e os diretores da MUO retornaram a Moscou para iniciar a assinatura dos contratos relativos a realização do concurso na cidade, restando apenas a do então dono Donald Trump. Em 16 de junho de 2013, durante a transmissão do Miss USA 2013 pela NBC, Trump, co-proprietário da MUO (ao lado de Culpo), concluiu a fase de assinatura de contratos e anunciou que o Miss Universo 2013 seria realizado no Crocus City Hall, em 9 de novembro.
Em julho de 2013, Paula Shugart, presidente da MUO, viajou a Moscou para inspecionar o Crocus City Hall e definir, com a organização local, horários, datas e logística relativa ao evento.

### Novas regras
A partir dessa edição, a organização do Miss Universo sob direção de Donald Trump e a NBC Universal anunciou que será aceita a participação de mulheres transexuais na competição. A nova regra foi anunciada após Jenna Talackova ter sido desclassificada por conta da sua troca de sexo e conseguiu na justiça o direito de participar do Miss Canadá 2012 onde parou no Top 12.

## Resultados
| Colocação               | Candidata                                                                                      | País/Território                                                        |
| ----------------------- | ---------------------------------------------------------------------------------------------- | ---------------------------------------------------------------------- |
| Miss Universo 2013      | Gabriela Isler                                                                                 | Venezuela                                                              |
| 2.ª colocada            | Patricia Rodríguez                                                                             | Espanha                                                                |
| 3.ª colocada            | Constanza Báez                                                                                 | Equador                                                                |
| 4.ª colocada            | Ariella Arida                                                                                  | Filipinas                                                              |
| 5.ª colocada            | Jakelyne Oliveira                                                                              | Brasil                                                                 |
| (TOP 10) Semifinalistas | Erin Brady Olga Storozhenko Amy Willerton Manasi Moghe Yaritza Reyes                           | Estados Unidos · Ucrânia · Grã-Bretanha · Índia · República Dominicana |
| (TOP 16) Semifinalistas | Fabiana Granados Whulandary Herman Monic Pérez Jin Ye Dominique Rinderknecht Nastassja Bolívar | Costa Rica · Indonésia · Porto Rico · China · Suíça · Nicarágua        |
| Premiações especiais    |                                                                                                |                                                                        |
| Voto Popular            | Ariella Arida                                                                                  | Filipinas                                                              |

## Forma de disputa

### Final
A final foi transmitida ao vivo para mais de 190 países e territórios do Crocus City Hall, em Krasnogorsk, no dia 9 de novembro de 2013. Foi apresentada por Thomas Roberts e Mel B, enquanto Jeannie Mai cobriu os bastidores.
As 16 semifinalistas foram conhecidas ao longo da noite final. Este grupo foi formado da seguinte forma:
- o júri preliminar escolheu as candidatas que mais se destacaram nas três etapas da competição preliminar (traje de banho, traje de gala e entrevista), reservando nove vagas;
- a organização e o staff do Miss Universo reservaram outros seis lugares para aquelas candidatas que, em seus respectivos entendimentos, foram uma boa opção para seguir na disputa, baseados no desempenho durante a programação de atividades e na apresentação pessoal perante os membros da organização;
- a última vaga foi para aquela que tivesse mais votos pelo site oficial do concurso.

Estas 16 semifinalistas foram novamente avaliadas por um júri final:
- as 16 candidatas selecionadas competiram na rodada em traje de banho, na qual seis foram eliminadas;
- as 10 semifinalistas seguiram para a etapa de trajes de gala. Após as apresentações, mais cinco foram eliminadas;
- As 5 que sobraram foram para a última etapa, que consistiu em responder a uma pergunta final do júri sorteada em um pote de vidro contendo um determinado número de envelopes. Nesta fase, que definiu as colocações subsequentes (do 5.º ao 2.º lugar) e a Miss Universo 2013, as colocações foram anunciadas em ordem decrescente.

### Preliminar
No dia 5 de novembro, todas as candidatas competiram em traje de gala (escolhidos pessoalmente por cada uma e concebidos pelos estilistas designados pelas coordenações nacionais) e em traje de banho (também escolhidos por elas mesmas) durante a competição preliminar (chamado pela organização de Presentation Show). Anteriormente, elas já haviam sido entrevistadas individualmente (e de forma reservada) por cada um dos jurados preliminares. Nessa etapa foram definidas parte das 16 semifinalistas.

#### Jurados
Em 29 de outubro, a Miss Universe Organization anunciou os sete jurados da etapa preliminar:
- Alicia Quarles - jornalista;
- Corinne Nicolas - presidente da Trump Models;
- David Perozzi - jornalista;
- Elena Semikina - Miss Universo Canadá 2010;
- Gabriel Rivera-Barraza - jornalista e relações-públicas;
- Irina Agalarova - empresária;
- Jose Sariego - vice-presidente de negócios e assuntos legais da Telemundo Media.

### Prêmios especiais

#### Miss Simpatia
A candidata ganhadora do prêmio de Miss Simpatia foi escolhida sigilosamente entre as próprias 89 candidatas. Elas votaram na candidata que tivesse mais empatia e identificação com o grupo.
- Vencedora:  China — Jin Ye.

#### Miss Fotogenia
Eleita pelos jurados preliminares, que escolheram a candidata que teve o melhor desempenho nas fotos de competição.
- Vencedora:  Polónia — Paulina Krupińska.

#### Melhor Traje Típico
Cada uma das candidatas do Miss Universo 2012 se apresentou perante os juízes portando um traje típico de seu país. O prêmio foi para a candidata que esteve melhor caracterizada.
- Vencedora:  Nicarágua — Nastassja Bolívar.

## Candidatas
86 candidatas competiram pelo título. A vencedora do concurso está em negrito:
| País/Território          | Candidata                 | Idade | Altura | Cidade natal               |
| ------------------------ | ------------------------- | ----- | ------ | -------------------------- |
| África do Sul            | Marilyn Ramos             | 22    | 1.75   | Klerksdorp                 |
| Alemanha                 | Anne-Julia Hagen          | 23    | 1.78   | Berlin                     |
| Angola                   | Vaumara Rebelo            | 21    | 1.78   | Luanda                     |
| Argentina                | Brenda González           | 20    | 1.79   | Rosario                    |
| Aruba                    | Stefanie Evangelista      | 24    | 1.81   | De Vuyst                   |
| Austrália                | Olivia Wells              | 19    | 1.81   | Black Rock                 |
| Áustria                  | Doris Hofmann             | 23    | 1.79   | Steyr                      |
| Azerbaijão               | Aysel Manafova            | 21    | 1.80   | Baku                       |
| Bahamas                  | Lexi Wilson               | 22    | 1.75   | Nassau                     |
| Bélgica                  | Noémie Happart            | 20    | 1.78   | Liège                      |
| Bolívia                  | Alexia Viruez             | 19    | 1.79   | Santa Cruz                 |
| Botswana                 | Tsaone Macheng            | 20    | 1.73   | Gaborone                   |
| Brasil                   | Jakelyne Oliveira         | 20    | 1.75   | Rondonópolis               |
| Bulgária                 | Veneta Krusteva           | 21    | 1.76   | Sofia                      |
| Canadá                   | Riza Santos               | 26    | 1.72   | Calgary                    |
| Cazaquistão              | Aygerim Kozhakanova       | 19    | 1.78   | Astana                     |
| Chile                    | Maria Jesús Matthei       | 21    | 1.80   | Santiago                   |
| China                    | Jin Ye                    | 24    | 1.80   | Shijiazhuang               |
| Colômbia                 | Lucia Aldana              | 21    | 1.70   | Cali                       |
| Coreia do Sul            | Kim Yu-mi                 | 23    | 1.76   | Seul                       |
| Costa Rica               | Fabianna Granados         | 23    | 1.73   | Guanacaste                 |
| Croácia                  | Melita Fabečić            | 18    | 1.78   | Zagreb                     |
| Curaçau                  | Eline de Pool             | 19    | 1.72   | Willemstad                 |
| Dinamarca                | Cecilia Iftikhar          | 26    | 1.73   | Kokkedal                   |
| Equador                  | Constanza Báez            | 22    | 1.75   | Quito                      |
| Espanha                  | Patricia Yurena Rodríguez | 23    | 1.82   | San Cristóbal de La Laguna |
| Estados Unidos           | Erin Brady                | 25    | 1.73   | East Hampton               |
| El Salvador              | Alba Delgado              | 22    | 1.69   | San Salvador               |
| Eslovênia                | Nina Đurđević             | 22    | 1.78   | Maribor                    |
| Estónia                  | Kristina Karjalainen      | 23    | 1.81   | Helsinque                  |
| Etiópia                  | Mhadere Tigabe            | 21    | 1.83   | Adis Abeba                 |
| Filipinas                | Ariella Arida             | 24    | 1.72   | Alaminos                   |
| Finlândia                | Lotta Hintsa              | 24    | 1.68   | Jyväskylä                  |
| França                   | Hinarani de Longeaux      | 23    | 1.79   | Papeete                    |
| Gabão                    | Jennifer Ondo             | 20    | 1.81   | Haut-Ogooué                |
| Gana                     | Hanniel Jamin             | 18    | 1.76   | Accra                      |
| Grã-Bretanha             | Amy Willerton             | 20    | 1.78   | Bristol                    |
| Grécia                   | Anastasia Sidiropoulou    | 19    | 1.73   | Atenas                     |
| Guam                     | Alixes Scott              | 18    | 1.78   | Tamuning                   |
| Guatemala                | Andrea Paullete Samayoa   | 23    | 1.74   | Petén                      |
| Guiana                   | Katherina Roshana         | 23    | 1.73   | Georgetown                 |
| Haiti                    | Mondiana J'hanne Pierre   | 19    | 1.82   | Port-au-Prince             |
| Honduras                 | Diana Schausten Mendoza   | 23    | 1.77   | Tela                       |
| Hungria                  | Rebeka Kárpáti            | 18    | 1.70   | Budapeste                  |
| Ilhas Virgens Britânicas | Sharie De Castro          | 21    | 1.65   | Road Town                  |
| Índia                    | Manasi Moghe              | 21    | 1.73   | Indore                     |
| Indonésia                | Whulandary Herman         | 24    | 1.78   | Pariaman                   |
| Israel                   | Yityish Titi Aynaw        | 21    | 1.83   | Netanya                    |
| Itália                   | Luna Você                 | 25    | 1.78   | Crotone                    |
| Japão                    | Yukimi Matsuo             | 25    | 1.73   | Mie                        |
| Jamaica                  | Kerrie Simone Baylis      | 25    | 1.80   | Kingston                   |
| Líbano                   | Karen Ghrawi              | 22    | 1.75   | Beirute                    |
| Lituânia                 | Simona Burbaitė           | 21    | 1.80   | Vilnius                    |
| Malásia                  | Carey Ng                  | 23    | 1.78   | Kuala Lumpur               |
| Ilhas Maurícias          | Diya Beeltah              | 23    | 1.73   | Port Louis                 |
| México                   | Cynthia Duque             | 20    | 1.78   | Monterrey                  |
| Myanmar                  | Moe Set Wine              | 25    | 1.78   | Yangon                     |
| Namíbia                  | Paulina Malulu            | 24    | 1.78   | Windhoek                   |
| Nicarágua                | Nastassja Bolívar         | 24    | 1.78   | Diriamba                   |
| Nigéria                  | Stephanie Okwu            | 19    | 1.85   | Imo                        |
| Noruega                  | Mari Chauhan              | 24    | 1.74   | Oslo                       |
| Nova Zelândia            | Holly Michelle Cassidy    | 22    | 1.75   | Auckland                   |
| Países Baixos            | Stephanie Tency           | 22    | 1.73   | Amsterdam                  |
| Panamá                   | Carolina Brid             | 22    | 1.82   | Veraguas                   |
| Paraguai                 | Guadalupe González        | 21    | 1.74   | Lambaré                    |
| Peru                     | Cindy Mejía               | 25    | 1.74   | Lima                       |
| Polónia                  | Paulina Krupinska         | 25    | 1.79   | Varsóvia                   |
| Porto Rico               | Monic Pérez               | 23    | 1.78   | Arecibo                    |
| Chéquia                  | Gabriela Kratochvílová    | 23    | 1.77   | Chotebor                   |
| República Dominicana     | Yaritza Reyes             | 18    | 1.81   | Comendador                 |
| República Eslovaca       | Jeanette Borhyová         | 20    | 1.73   | Ivanka pri Dunaji          |
| Roménia                  | Oana Andrei               | 26    | 1.78   | Târgovişte                 |
| Rússia                   | Elmira Abdrazakova        | 18    | 1.75   | Mezhdurechensk             |
| Sérvia                   | Ana Vrcelj                | 19    | 1.80   | Zemun Polje                |
| Singapura                | Shi Lim                   | 24    | 1.78   | Singapura                  |
| Sri Lanka                | Amanda Ratnayake          | 23    | 1.73   | Colombo                    |
| Suécia                   | Alexandra Friberg         | 18    | 1.80   | Estocolmo                  |
| Suíça                    | Dominique Rinderknecht    | 24    | 1.75   | Zurique                    |
| Tanzânia                 | Betty Boniphace           | 20    | 1.75   | Dar es Salaam              |
| Tailândia                | Chalita Yaemwannang       | 25    | 1.78   | Nakhon Ratchasima          |
| Trinidad e Tobago        | Catherine Miller          | 21    | 1.80   | Westmoorings               |
| Turcas e Caicos          | Snwazna Adams             | 26    | 1.80   | Providenciales             |
| Turquia                  | Berrin Keklikler          | 18    | 1.78   | Gelsenkirchen              |
| Ucrânia                  | Olga Storozhenko          | 21    | 1.79   | Vinnytsia                  |
| Venezuela                | María Gabriela Isler      | 25    | 1.80   | Maracay                    |
| Vietname                 | Truong Thi May            | 25    | 1.73   | Cidade de Ho Chi Minh      |

### Indicações
- Áustria: Doris Hofmann foi indicada para representar a Áustria. Ela foi a segunda colocada no Miss Áustria 2013.[12]
- Grécia: Anastasia Sidiropoulou foi indicada como a Miss Universo Grécia 2013 por Vassilis Prevelakis, diretor local do Miss Universo no país. Anastasia foi, em 2010, Miss Grécia Teen.[13]
- Lituânia: Simona Burbaitė foi indicada como Miss Universo Lituânia 2013. Ela foi a segunda colocada do Miss Lituânia 2013.[14]
- Vietname: Truong Thi May foi indicada como Miss Universo Vietnã 2013 pela Unicorp, empresa dona da franquia local no Vietnã.[15]

### Estreias
- Azerbaijão

### Retornos
Competiu em 1961:
- Myanmar

Competiu em 2004:
- Áustria

Competiram em 2011:
- Cazaquistão
- Eslovênia
- Turcas e Caicos

### Ausências(em relação à edição anterior)
- Ilhas Caimã e  Santa Lúcia: As coordenações locais não demostraram o interesse de enviar as suas candidatas a Moscou.[16]
- Chipre- As datas do Miss Chipre 2013,coincidiram com o Miss Universo 2013.[17]
- Irlanda - Por questões financeiras,o Miss Irlanda foi remarcado para 2014.[17]
- Albânia - O coordenador nacional da Albânia e de Kosovo, Fadil Berasha não autorizou a participação de Fioralba Dizdari por razões de segurança,já que a participação da Miss Kosovo não foi autorizada.
- Geórgia - Janet Kerdikoshvilli foi forçada a renunciar por problemas de saúde.Kerdikoshvilli,competiria dois anos mais tarde no Miss Universo 2015[18]
- Kosovo - Mirjeta Shala foi forçada a se retirar da competição devido a razões políticas,já que a Rússia,não reconhece Kosovo como país e Mirjeta não poderia entrar em território russo. Shala,competiria dois anos mais tarde no Miss Universo 2015[19]
- Montenegro - Nikoleta Jovanović desistiu por não se enquadrar nos critérios de idade.[17]
- Uruguai - Micaela Orsi foi forçada a se retirar do concurso porque o seu pedido de visto foi negado pelo Consulado Russo em Nova Iorque e também por ter quebrado algumas cláusulas contratuais,junto a franquia local.[20]

## Controvérsias

### Problemas geopolíticos
A Rússia não reconhece Kosovo como um país independente, pelo qual Mirjeta Shala, Miss Kosovo,  não poderia entrar no país com o passaporte kosovar. O fotográfo Fadil Berisha, diretor nacional do concurso para o país e também para a Albânia, como medida de segurança e de protesto decidiu não enviar também Fioralba Dizdari, Miss Albânia. Shala iria competir dois anos mais tarde em 2015.

### Direitos Humanos
Com uma iminente realização do concurso em solo russo, organizações que defendem a causa homossexual e dos direitos humanos decidiram criar uma petição online para pedir que a MUO mudasse o concurso de sede, como consequência de leis recentemente sancionadas pelo presidente Vladimir Putin, consideradas homófobas. Essas entidades planejaram um boicote ao concurso, apesar de já ter sido confirmada a sua realização em Moscou. Como consequência desta situação, Andy Cohen, apresentador em 2011 e 2012 e bissexual assumido, desistiu de sua possível participação na função, apesar de não se ter conhecimento de um possível convite de Trump.
Um dos apresentadores foi Thomas Roberts, jornalista e apresentador americano também abertamente gay. Ao responder as críticas que aceitou o convite de Trump para apresentar o evento em Moscou por causa de sua opção sexual, respondeu que "não é o momento de se afastar, é tempo de se apresentar, e de assegurar o que está fazendo e já que sendo visto e responsável em pé de igualdade".

### Consequências na audiência
A final do concurso foi as 21 horas,Hora de Moscou ; por exigência dos organizadores russos,forçando o cancelamento da transmissão ao vivo no principal mercado do concurso,os Estados Unidos (para ser adequar transmissão ao vivo,a final do concurso teria que começar as cinco da manhã locais). A NBC, coproprietária optou por transmitir o concurso em delay, para coincidir com o horário nobre na televisão americana,mas o sinal internacional foi transmitido ao vivo,o que forçou a queda de audiência nos Estados Unidos,pois os resultados já eram conhecidos durante a transmissão.
Como consequência,a emissora perdeu 2,3 milhões de telespectadores em relação ao Miss Universo 2012, exibido ao vivo. Na faixa entre 21 e 23h (horário da costa leste americana), a emissora registrou a pior audiência para uma edição do certame desde o início das medições de audiência pela Nielsen Ratings, em 1974: 3,76 milhões de telespectadores, média de 0,9 entre os telespectadores na faixa de 18 a 49 anos e share domiciliar de 2 pontos.
Já na exibição brasileira da Rede Bandeirantes, o prejuízo foi menor, tomando como base os números consolidados do Ibope na Grande São Paulo. Em comparação ao ano anterior, a emissora perdeu 1 ponto na faixa entre 22h15 e 0h15,com o VT do Miss Universo 2013, que registrou média de 3 pontos, contra 4 no ano anterior. Foi a terceira pior média de uma edição do Miss Universo desde que a emissora paulista comprou os direitos do certame, em 2003 (à frente apenas dos concursos de 2009 [realizado num domingo] e 2010 [numa segunda-feira], que registraram médias de 2 e 0,4 ponto, respectivamente).

### Influência nas Eleições Presidenciais Americanas de 2016
Alguns anos mais tarde à realização do concurso ,o então dono do concurso,Donald Trump,se envolveu em uma polêmica relacionada a realização do concurso na cidade e no país. O concurso foi patrocinado pelo Banco VTB. De acordo com várias reportagens da época,o valor para a realização do concurso em Moscou,que era de US$ 20 milhões foi pago pelo Crocus Group que é uma empresa de desenvolvimento imobiliário , cujo presidente é o empresário de origem azeri Aras Ağalarov e o vice-presidente,é o seu filho,o cantor pop Emim Ağalarov.  Enquanto que o presidente Vladimir Putin,não estava presente no evento.Quem o representou foi Vladimir Kozhin, Kozhin é assessor direto de Putin e chefe da Diretoria de Controle da Administração Presidencial da Rússia e é reponsável pelos investimentos do governo russo em diversas áreas. Depois do evento,Trump contou ao site Real Estate Weekly, "que o mercado russo me interessa,eu tenho vários amigos russos".